# Гордан Гірічек
Гордан Гірічек (хорв. Gordan Giriček, нар. 20 червня 1977, Загреб, Соціалістична Федеративна Республіка Югославія) — хорватський професіональний баскетболіст, що грав на позиціях легкого форварда і атакувального захисника за низку команд НБА.

## Ігрова кар'єра
Професійну кар'єру розпочав 1993 року на батьківщині виступами за команду «Цибона», за яку грав протягом 8 сезонів.
1999 року був обраний у другому раунді драфту НБА під загальним 40-м номером командою «Даллас Маверікс». Однак «Даллас» одразу обміняв його до «Сан-Антоніо Сперс», який у свою чергу обміняв його до «Мемфіс Ґріззліс». Проте виступи в НБА розпочав лише 2002 року, відігравши перед тим ще за ЦСКА (Москва).
З 2003 по 2004 рік грав у складі «Орландо Меджик», куди разом з Дрю Гуденом був обміняний на Майка Міллера, Раяна Гамфрі та два драфт-піки.
2004 року в обмін на Дешона Стівенсона перейшов до «Юта Джаз», у складі якої провів наступні 3 сезони своєї кар'єри. 12 березня 2004 року провів найрезультативніший матч у кар'єрі, набравши 33 очки у грі з «Фінікс Санз».
Наступною командою в кар'єрі гравця була «Філадельфія Севенті-Сіксерс», куди він був обміняний на Кайла Корвера та майбутній драфт пік. Відіграв за «Філадельфію» 12 матчів, після чого був відрахований з команди.
4 березня 2008 року підписав контракт з «Фінікс Санз».
2008 року перейшов до турецької команди «Фенербахче», у складі якої провів наступні 2 сезони своєї кар'єри.
Останньою ж командою в кар'єрі гравця стала «Цибона» з Хорватії, до складу якої він приєднався 2010 року і за яку відіграв один сезон.

## Виступи за збірну
У складі збірної Хорватії брав участь у п'ятьох чемпіонатах Європи: 1997, 1999, 2001, 2003 та 2005 років.

## Статистика виступів

### Регулярний сезон
| Сезон             | Команда                       | GP  | GS  | MPG  | FG%  | 3P%  | FT%   | RPG | APG | SPG | BPG | PPG  |
| ----------------- | ----------------------------- | --- | --- | ---- | ---- | ---- | ----- | --- | --- | --- | --- | ---- |
| 2002–03           | «Мемфіс Ґріззліс»             | 49  | 35  | 24.2 | .433 | .354 | .822  | 2.2 | 1.4 | .4  | .1  | 11.2 |
| 2002–03           | «Орландо Меджик»              | 27  | 27  | 35.6 | .440 | .328 | .816  | 4.8 | 2.5 | 1.1 | .1  | 14.3 |
| 2003–04           | «Орландо Меджик»              | 48  | 25  | 29.9 | .440 | .407 | .827  | 3.4 | 1.7 | .9  | .2  | 10.2 |
| 2003–04           | «Юта Джаз»                    | 25  | 18  | 24.2 | .431 | .359 | .883  | 2.5 | 1.7 | .6  | .2  | 13.5 |
| 2004–05           | «Юта Джаз»                    | 81  | 44  | 20.5 | .448 | .362 | .810  | 2.2 | 1.7 | .6  | .1  | 8.8  |
| 2005–06           | «Юта Джаз»                    | 37  | 36  | 25.8 | .433 | .305 | .754  | 1.9 | 1.7 | .4  | .1  | 10.6 |
| 2006–07           | «Юта Джаз»                    | 61  | 6   | 19.5 | .462 | .426 | .816  | 2.1 | 1.0 | .5  | .1  | 7.8  |
| 2007–08           | «Юта Джаз»                    | 22  | 0   | 12.7 | .402 | .353 | 1.000 | 1.4 | .7  | .6  | .0  | 4.3  |
| 2007–08           | «Філадельфія Севенті-Сіксерс» | 12  | 0   | 9.2  | .317 | .333 | .750  | 1.2 | .9  | .3  | .1  | 3.1  |
| 2007–08           | «Фінікс Санз»                 | 22  | 0   | 20.1 | .497 | .380 | .941  | 2.3 | 1.6 | .4  | .1  | 8.8  |
| Усього за кар'єру | Усього за кар'єру             | 384 | 191 | 23.0 | .442 | .368 | .823  | 2.5 | 1.5 | .6  | .1  | 9.6  |

### Плей-оф
| Сезон             | Команда           | GP | GS | MPG  | FG%  | 3P%  | FT%   | RPG | APG | SPG | BPG | PPG |
| ----------------- | ----------------- | -- | -- | ---- | ---- | ---- | ----- | --- | --- | --- | --- | --- |
| 2003              | «Орландо Меджик»  | 7  | 7  | 31.9 | .464 | .333 | .818  | 3.1 | 1.0 | .3  | .1  | 9.4 |
| 2007              | «Юта Джаз»        | 17 | 3  | 18.1 | .418 | .538 | .875  | 1.6 | 1.0 | .2  | .1  | 6.1 |
| 2008              | «Фінікс Санз»     | 5  | 0  | 16.0 | .333 | .250 | 1.000 | 1.4 | .4  | .4  | .0  | 3.4 |
| Усього за кар'єру | Усього за кар'єру | 29 | 10 | 21.0 | .424 | .444 | .871  | 2.0 | .9  | .2  | .1  | 6.4 |